# Избори за Представнички дом Парламентарне скупштине Босне и Херцеговине 2006. (Република Српска)
Избори за Представнички дом Парламентарне скупштине БиХ у Републици Српској 2006. одржани су 1. октобра као дио општих избора у БиХ. Број важећих гласова био је 558.706 (94,42%), а неважећих 33.027 (5,58%). Од укупног броја важећих гласова, на редовним бирачким мјестима било их је 534.065 (95,59%), поштом 13.311 (2,38%), у одсуству 9.288 (1,66%), те на потврђеним гласачким листићима 2.042 (0,37%).

## Резултати
| Савез независних социјалдемократа | 262.203 | 46,93 | 6 | 1 | 7  |
| Српска демократска странка        | 108.616 | 19,44 | 3 | - | 3  |
| Партија демократског прогреса     | 28.410  | 5,08  | - | 1 | 1  |
| Странка за БиХ                    | 23.257  | 4,16  | - | 1 | 1  |
| Странка демократске акције        | 20.514  | 3,67  | - | 1 | 1  |
| Демократски народни савез         | 19.868  | 3,56  | - | 1 | 1  |
| остали                            |         |       | - | - | -  |
| Укупно                            | 558.706 | 100   | 9 | 5 | 14 |
| Неважећи гласови                  | 33.027  | -     | - | - | -  |
| Извор: ЦИК                        |         |       |   |   |    |

### Директни мандати по изборним јединицама
|                    | Изборна јединица | СНСД | СДС | ПДП | СБиХ | СДА | ДНС | Укупно |
| ------------------ | ---------------- | ---- | --- | --- | ---- | --- | --- | ------ |
| Изборна јединица 1 | 2                | 1    | -   | -   | -    | -   | 3   |        |
| Изборна јединица 2 | 2                | 1    | -   | -   | -    | -   | 3   |        |
| Изборна јединица 3 | 2                | 1    | -   | -   | -    | -   | 3   |        |